# هنري كيركي براون
هنري كيركي براون (بالإنجليزية: Henry Kirke Brown)‏ هو نحات أمريكي، ولد في 24 فبراير 1814 في ليدين في الولايات المتحدة، وتوفي في 10 يوليو 1886 في نيوبورغ في الولايات المتحدة.